# Google Page Creator
Google Page Creator дебютировал в Google Labs 23 февраля 2006 года. Бесплатный инструмент позволяет любому пользователю (с учетной записью Google), особенно новичкам, создавать простые веб-сайты. Несколько страниц могут быть созданы без знания HTML или каких-либо других языков разметки, подобно его конкурентам, таким как Sandvox, Drag Drop Site Creator и iWeb. Страницы создаются в браузере без необходимости в дополнительном программном обеспечении. В сентябре 2008 года компания Google объявила, что не будет принимать новых регистраций в сервисе, вместо этого поощряя пользователей использовать новый — Сайты Google.

## Технические проблемы
Вскоре после того, как Google запустил Google Page Creator, как и многие другие выпуски Google, он был завален миллионами пользователей. Это привело к тому, что они временно заблокировали загрузку пользователями своего программного обеспечения из-за перегрузки сервера. Для тех, кому удалось получить учетные записи достаточно рано, сервис работал крайне медленно по состоянию на 26 февраля 2006 года. Дополнительные учетные записи были выпущены владельцам учетных записей Google в марте 2006 года.

## Хостинг
Страницы размещаются Google на поддоменах googlepages.com Каждый пользователь получает 100 МБ бесплатного веб-хостинга. Первоначально имя поддомена должно было совпадать с именем пользователя учетной записи Google и адресом gmail. В ноябре 2006 года пользователям было разрешено создавать дополнительные сайты под любым именем, которое еще не было зарегистрированным аккаунтом Google. Имена должны содержать от 6 до 30 символов. Допускаются точки и цифры, что может привести к вводящим в заблуждение поддоменам. Например, page.edward.googlepages будет не поддоменом edward.googlepages, а совершенно отдельным сайтом, который называется page.edward.

## Индексатор
Google утверждает, что Googlepages.com сайты будут сканироваться в течение нескольких часов после публикации, но не получат никаких преференций в результатах поиска.

## Интеллектуальная собственность
Согласно условиям использования, Google не претендует на владение или контроль над любым представленным Контентом. Однако они также утверждают, что
Отправляя, размещая или отображая Контент в сервисах Google или через них... вы предоставляете Google всемирную, неисключительную, безвозмездную лицензию на воспроизведение, адаптацию и публикацию такого Контента в сервисах Google исключительно с целью отображения, распространения и продвижения сервисов Google.

## Характеристики
- Для изменения внешнего вида страниц можно выбрать различные темы.
- Редактирование может быть сделано с помощью очень простого экрана WYSIWYG или с использованием (некоторого) HTML. Javascript и подобные теги удаляются перед сохранением.
- Автосохранение - работа пользователя автоматически сохраняется через равные промежутки времени, как в Gmail.
- Последние изменения - Хотя не все функции последних изменений вики присутствуют, Google Page Creator показывает список страниц с указанием времени их последнего редактирования и подробной информацией о том, были ли они уже опубликованы.
- Опция настроек сайта позволяет пользователям помечать свои страницы как содержащие "контент для взрослых".

В ноябре 2006 года было запущено множество новых функций, в том числе:
- Редактирование изображений: добавление эффектов и изменение размера фотографий.
- Создайте до 5 дополнительных сайтов с собственными именами.
- Страницы, автоматически оптимизированные для мобильных телефонов